# ドーナツショップの一覧

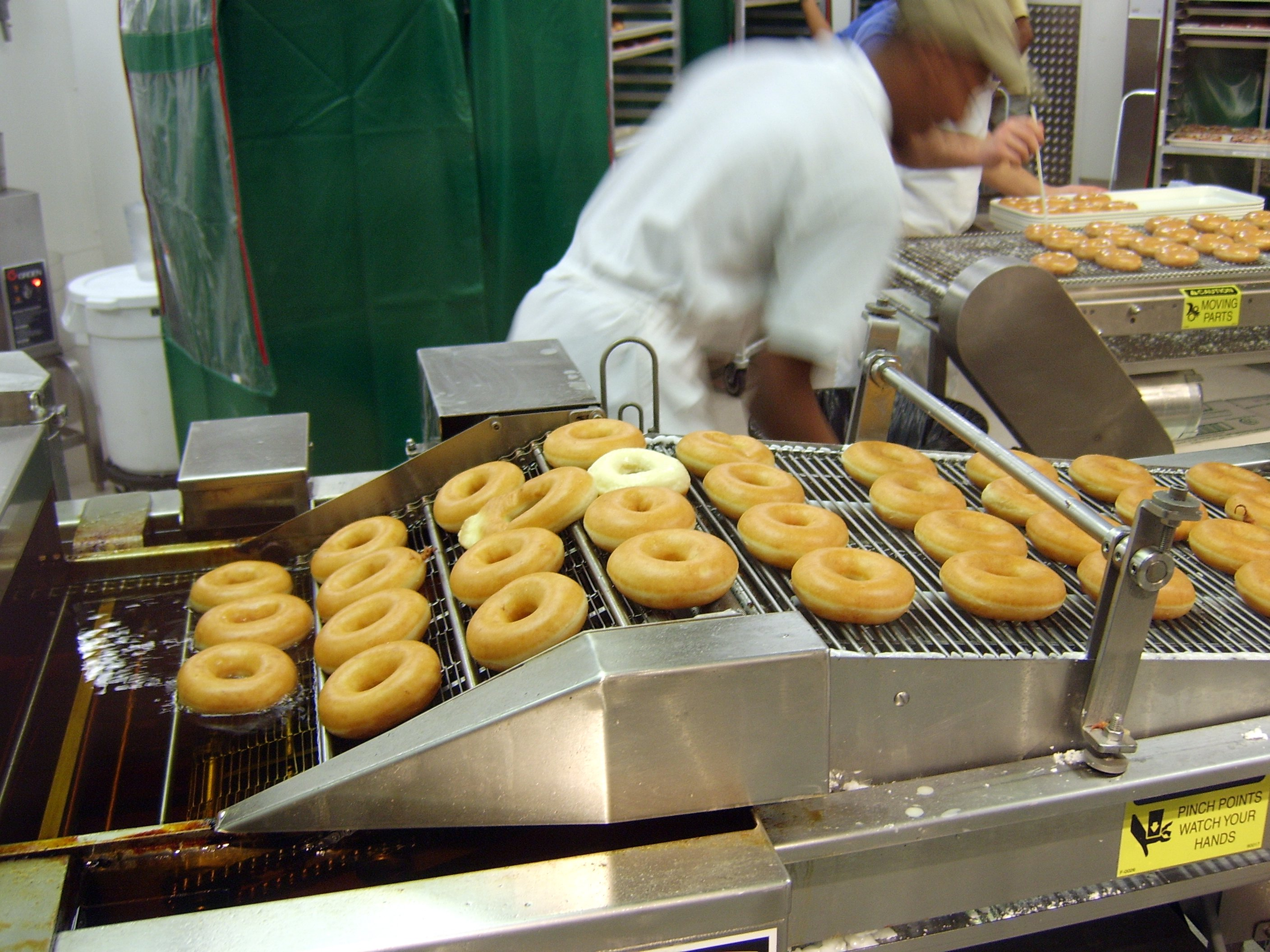
クリスピー・クリーム・ドーナツによる、自動化された製造ライン

本項では、ドーナツショップの一覧（ドーナツショップのいちらん）について記す。
ドーナツは世界中で親しまれており、家庭で作るだけでなく、スーパーマーケットやベーカリー、専門店で購入することができる 。小麦粉を原料とする生地を揚げて 作ることが多く、リング状にしているか、中に詰め物をしていることが一般的である。

## 概要

### カナダ

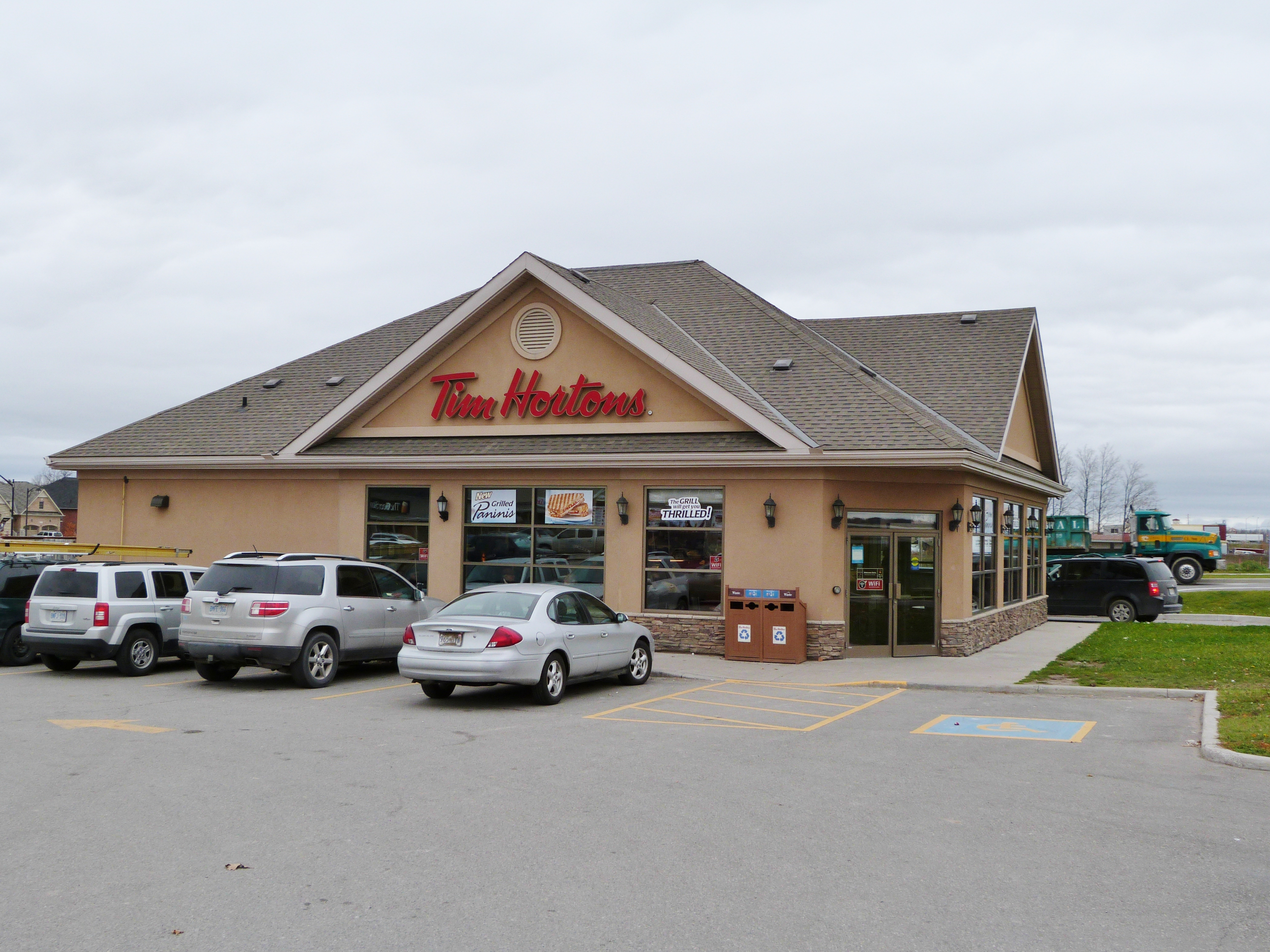
オンタリオ州ションバーグにある ティムホートンズの店舗

カナダにおいてはその人気ぶりから、非公式の「国民食」と呼ばれている 。人口一人あたりのドーナツ店の集中度はカナダが世界一であり、人口一人当たりのドーナツの消費量も同様である。カナダ最大のドーナツチェーン店として Tim Hortonsが知られている

### アメリカ
2010年1月13日の時点において、アメリカ合衆国のプロビデンス大都市圏は、人口一人当たりのドーナツ店の集中度が最も高い (人口100,000人あたりドーナツの店舗は25.3件) 。全米で展開している店も含め、様々な店があり、コーヒーも提供する店もある。また、フォーブスジャパンの2020年の記事によると、ロサンゼルスは「ドーナツの首都」として認知されている。

### 日本
日本はカナダに次いで人口一人あたりのドーナツ店が多い。また、ミスタードーナツはもともとアメリカ生まれだが、ダスキンによって日本に進出し、日本人に合わせた路線を展開したことで成功を収めた。

## 一覧
本項ではチュロスやマラサダといった菓子もドーナツの一種として扱う。
| 名前                                    | 創業年 | 国                 | 備考 |
| --------------------------------------- | ------ | ------------------ | --- |
| Allie's Donuts                          | 1968   | アメリカ合衆国の旗 | ノースキングスタウンにあるドーナツ店 |
| ビーバーテイルズ(BeaverTails)           | 1978   | カナダの旗         | 1978年オンタリオ州キラローで創業。本社はモントリオールにある。 |
| Bess Eaton                              | 1953   | アメリカ合衆国の旗 | 1953年に Angelo "Bangy" Gencarelli Jr.が創業した。ハンドカット（生地を手作業でカットすること）ドーナツと コーヒー で知られていた。ロードアイランド州ウェスタリーに本社を置き、同州のほか、 マサチューセッツ州と コネチカット州にも事業を展開しており、合わせて56店舗ある。                                                                                                 |
| Big Apple Donuts and Coffee             | 2007   | マレーシアの旗     | マレーシアにあるドーナツとコーヒーの専門店で、Big Apple Interasiaが運営している |
| カフェデュモンド（Café du Monde）       | 1862   | アメリカ合衆国の旗 | ニューオーリンズのフレンチ・クオーターディケイター・ストリート にあるコーヒー専門店。 カフェ・オ・レ とフランス式ベニエで知られている |
| Cardigan Donuts                         | 2017   | アメリカ合衆国の旗 | ミネアポリスにあるドーナツチェーン店 。ミネアポリス・スカイウェイ・システム内に2つの店舗がある |
| Churromania                             | 1997   | ベネズエラの旗     | ベネズエラ発のチュロスチェーン店で、1997年に Ariel Acosta Rubioとその妻 Maria Alejandra Bravoが設立した 本社はフロリダ州 マイアミにあり、6つの国で120以上のフランチャイズ店舗がある |
| Coffee Time                             | 1982   | カナダの旗         | 1982年にオンタリオ州Boltonにて創業したコーヒーチェーン店で、トロントに本社がある |
| Country Style                           | 1962   | カナダの旗         | ファスト/カジュアル寄りのコーヒーチェーン。 |
| Dawn Donuts                             | 1958   | アメリカ合衆国の旗 | ミシガン州フリントにあるドーナツチェーン店。1991年に大半の店がダンキンドーナツに売られており、製造工場およびフリント周辺の2店舗の運営を続けている。 |
| Daylight Donuts                         | 1954   | アメリカ合衆国の旗 | オクラホマ州のデイ夫妻が設立したドーナツ店で、1000店舗が存在する |
| Donut Dip                               | 1957   | アメリカ合衆国の旗 | 1957年に マサチューセッツ州ウェストスプリングフィールドで設立された家族経営のドーナツ 。建物やネオンサインは1950年代のレストランやダイナーを象徴するものとして知られている |
| ザ・ドーナツ・ホール (The Donut Hole)   | 1963   | アメリカ合衆国の旗 | カリフォルニア州ラプエンテにあるべーカリー。 ノベルティ建築を取り入れたことで知られており、ドライブスルーの入り口と出口にそれぞれ大きなドーナツの看板があしらわれている。 |
| ドーナツキング(Donut King)              | 1981   | オーストラリアの旗 | オーストラリア最大のドーナツチェーン店で、全国に360以上のフランチャイズ店舗が存在する。本社は クイーンズランド州ゴールドコーストにある。 |
| Donut Wheel                             | 1962   | アメリカ合衆国の旗 | カリフォルニア州リバモア (カリフォルニア州)にあるドーナツ店で、 グーギー建築の建物で知られている。 |
| ダック・ドーナツ                        | 2006   | アメリカ合衆国の旗 | ダック にて創業した。東海岸を中心に事業を展開している。また、2023年にはタイに進出した。 |
| ダンキンドーナツ (Dunkin')              | 1950   | アメリカ合衆国の旗 | 1950年設立。本社はマサチューセッツ州カントン。世界33の国と地域に約11,000軒の店舗を展開している |
| Five Daughters Bakery                   | 2015   | アメリカ合衆国の旗 | アメリカ合衆国全土に6つの店舗を構えている |
| Go Nuts Donuts                          | 2003   | フィリピンの旗     | フィリピンのドーナツチェーンで、マニラに本社がある。 |
| Honey Dew Donuts                        | 1973   | アメリカ合衆国の旗 | ドーナツおよび朝食を提供する店で、本社はマサチューセッツ州Plainvilleにある。 |
| Hypnotic Donuts                         | 2010   | アメリカ合衆国の旗 | テキサス州ダラスにあるドーナツ店 |
| J.CO Donuts                             | 2005   | インドネシアの旗   | ドーナツ、コーヒー、フローズンヨーグルトに特化したインドネシアのカフェチェーン。本社はジャカルタにある。2016年には香港に進出した。 |
| クリスピー・クリーム・ドーナツ          | 1937   | アメリカ合衆国の旗 | 1937年に設立。本社はノースカロライナ州ウィンストン・セーラムにある。アメリカだけでなく全世界で展開するドーナツチェーンとして認知されている。参考: クリスピー・クリームUK、各国におけるクリスピー・クリーム・ドーナツ |
| ラマーズ・ドーナツ                      | 1933   | アメリカ合衆国の旗 | ミズーリ州カンザスシティで創業したドーナツ店で,本社はコロラド州デンバーにある 。 コロラド州の他にも、アリゾナ州, カンザス州、ミズーリ州、ネブラスカ州でも事業を展開しており、これら5つの州を合わせると25店舗が存在する |
| Leonard's Bakery                        | 1952   | アメリカ合衆国の旗 | ポルトガル系アメリカ人によって創業されて以来、ホノルルでは マラサダの専門店として知られている。 |
| Long's Bakery                           | 1951   | アメリカ合衆国の旗 | |
| マイティー・オー・ドーナツ              | 2000   | アメリカ合衆国の旗 | ワシントン州シアトルにあるカフェチェーン店で、ドーナツの販売も行っている。GMOなし・トランス脂肪酸不使用・動物由来成分不使用・オーガニックであることを売りとしている。 |
| ミスタードーナツ                        | 1956   | 日本の旗           | 1956年にアメリカで誕生したが、1983年に日本の企業・ダスキンがアジア圏での商標権と販売権を取得した。ドーナツ以外にも飲茶なども展開している。 |
| Mmmuffins                               | 1979   | カナダの旗         | コーヒーとマフィンを主力としたチェーン店。創業翌年の1980年にフランチャイズ1号店が開店した。 |
| Mochinut                                | 2020   | アメリカ合衆国の旗 | 2023年時点で148店舗を展開していた。ハットグのほか、ポンデリング]に似たもちもちドーナツを売りとする |
| Mr. Puffs                               | 2004   | カナダの旗         | ギリシャ式ドーナツことルクマデスとコーヒーを売りとしたチェーン店で、 ケベック州ラヴァルに本社がある。 |
| サイコ・ドーナツ                        | 2009   | アメリカ合衆国の旗 | Jordan Zweigoronによって2009年3月に設立されたドーナツ専門店で、 カリフォルニア州キャンベルに拠点を置く 。「クレージーさ」（ "craziness"）をコンセプトとしており、店の名前や商品名をはじめ、mental illnesses や心の健康をモチーフとしたものが多いほか、大麻風味といった奇抜なフレーバーも展開している。一方で、精神疾患を苦しむ人々を害するとして論争を招いている。         |
| ランディーズドーナツ（Randy's Donuts）  | 1953   | アメリカ合衆国の旗 | カリフォルニア州イングルウッドにあるドーナツ店。 1号店は巨大なドーナツの看板が特徴である。 |
| ロビンズドーナツ                        | 1975   | カナダの旗         | カナダにあるドーナツチェーンで、130以上の店舗を展開している。1号店は1975年にオンタリオ州サンダーベイでオープンした |
| Shipley Do-Nuts                         | 1936   | アメリカ合衆国の旗 | テキサス州, ルイジアナ州, アーカンソー州, テネシー州, ミシシッピ州,およびアラバマ州などで250以上のフランチャイズ店舗を展開している 本社はテキサス州ヒューストンノースサイドにある。1936年に卸売りによる直売店として創業し、1940年代にヒューストンでチェーン店となった。 |
| スパッドナッツ・ショップ                | 1940   | アメリカ合衆国の旗 | ポテトドーナツの販売で知られている。1940年に創業し、1946年には全国チェーンを展開した。1949年までの時点ではアメリカ全土で 225軒の店舗があった 親会社は現存しないものの、 一部店舗は残っている。 |
| ティムホートンズ(Tim Hortons)           | 1964   | カナダの旗         | カナダ発祥の多国籍 ファストカジュアル系ドーナツ店 で、コーヒーとドーナツを売りとしている。2013年末の時点では、カナダに4,592軒、アメリカに807軒、さらにはペルシア湾沿岸地域に38軒あった。2019年には中国に進出したほか、2023年には東南アジアと韓国にも進出している。 1964年に元アイスホッケー選手のティム・ホートンとJim Charadeによって、オンタリオ州ハミルトンにて創業した |
| トップポットドーナツ(Top Pot Doughnuts) | 2002   | アメリカ合衆国の旗 | ワシントン州シアトル近郊のCapitol Hill にあるドーナツ＆カフェチェーン。2002年2月に、マークとマイケルの Klebeck兄弟が創業した |
| ブードゥードーナツ                      | 2003   | アメリカ合衆国の旗 | オレゴン州ポートランド (オレゴン州)で創業したドーナツ店で、本社もポートランドにある。 多様なラインナップや、ピンクの箱などで知られている。 ポートランド以外の地域では オレゴン州ユージーン, コロラド州, テキサス州 台北市でも事業を展開している |
| ウィンチェルドーナツ                    | 1948   | アメリカ合衆国の旗 | 1948年10月8日、Verne Winchellによって、テンプルシティにて創業した 。本社はシティ・オブ・インダストリーにある。2006年現在、西海岸の12の州にて170軒の店舗があるほか、グアム, サイパン島, サウジアラビアにも店舗がある。 かつては名古屋市のユニーにも店舗があった。 |
| World's Best Donuts                     | 1969   | アメリカ合衆国の旗 | ミネソタ州グランド・マレーに拠点を置くアメリカのドーナツショップ兼レストラン。1969年に家族経営のドーナツ店として創業した。 |
| Yum-Yum Donuts                          | 1971   | アメリカ合衆国の旗 | カリフォルニア州シティ・オブ・インダストリーに拠点を置くドーナツチェーン店で、71軒の店舗がある 。2004年、同じ地域に拠点を置くウィンチェルドーナツに買収された 。 |